# Franz-Josef Hutter
Franz-Josef Hutter (* 11. Oktober 1963 in Griesbach; † 24. Juni 2013 in Mannheim) war ein deutscher Menschenrechtsaktivist und Politikwissenschaftler.
Nach kaufmännischer Lehre machte er das Abitur auf dem zweiten Bildungsweg und studierte in Duisburg, Heidelberg und Mannheim Politikwissenschaft, Geschichte und Soziologie. Bei Hermann Weber promovierte er 2002. Er engagierte sich über Jahre in der Menschenrechtsbewegung wie bei Amnesty International, wo er mit Volkmar Deile zusammenarbeitete. Von 1998 bis zur letzten Ausgabe 2012/13 war er Mitherausgeber des Jahrbuch Menschenrechte, seit 2006 in Verbindung mit dem Ludwig Boltzmann Institut für Menschenrechte. Zuletzt arbeitete er im Mannheimer Zentrum für Europäische Sozialforschung.

## Schriften
- Hrsg. mit Carsten Tessmer: Menschen auf der Flucht, Leske + Budrich, 1999 ISBN 978-3810023902
- Hrsg. mit Carsten Tessmer: Menschenrechte und Bürgergesellschaft in Deutschland, Verlag für Sozialwissenschaften, Wiesbaden 1999 ISBN 978-3-8100-2153-3
- Hrsg. mit Carsten Tessmer: Die Menschenrechte in Deutschland. Geschichte und Gegenwart , Beck, München 1997 ISBN 978-3406420085 https://d-nb.info/949108782/04
- Menschenrechtspolitik im Zeitalter der Globalisierung. Ein Beitrag zur integrierten außen- und innenpolitischen Betrachtung und Umsetzung international als politikleitend anerkannter und völkerrechtlich vereinbarter Normen im Zeichen neuer Herausforderungen, Selbstverlag, Mannheim 2002 = Diss. Inhalt
- No rights. Menschenrechte als Fundament einer funktionierenden Weltordnung, Aufbau TB, Berlin 2003 ISBN 9783746670409
- Hrsg. mit Carsten Kimmle: Das uneingelöste Versprechen. 60 Jahre Allgemeine Erklärung der Menschenrechte, in Zusammenarbeit mit der deutschen Sektion von amnesty international, von Loeper, 2008 ISBN 978-3-86059-522-0
- mit Karin Lukas: Menschenrechte und Wirtschaft, Wien/Graz 2009 ISBN 978-3-7083-0585-1

## Links
- Nachruf im Jahrbuch Menschenrechte
- MZES-Website

| Personendaten    | Personendaten                                               |
| ---------------- | ----------------------------------------------------------- |
| NAME             | Hutter, Franz-Josef                                         |
| KURZBESCHREIBUNG | deutscher Menschenrechtsaktivist und Politikwissenschaftler |
| GEBURTSDATUM     | 11. Oktober 1963                                            |
| GEBURTSORT       | Griesbach                                                   |
| STERBEDATUM      | 24. Juni 2013                                               |
| STERBEORT        | Mannheim                                                    |